# Duolandrevus karnyi
Duolandrevus karnyi är en insektsart som beskrevs av Otte, D. 1988. Duolandrevus karnyi ingår i släktet Duolandrevus och familjen syrsor. Inga underarter finns listade i Catalogue of Life.